# مارلوس مورينو
مارلوس مورينو دوران (بالإسبانية: Marlos Moreno Durán)‏، من مواليد 20 شتنبر 1996 بمدينة ميديلين بكولومبيا، لاعب كرة قدم كولومبي يلعب حاليا في صفوف نادي أتليتيكو ناسيونال في الدوري الكولومبي لكرة القدم.

## الألقاب والتتويجات

### الأندية
- الدوري الكولومبي لكرة القدم لموسم 2015.
- Superliga Colombiana 2016.
- كأس ليبرتادورس 2016.

### المنتخب
- كوبا أمريكا المئوية، المركز الثالث.

## روابط خارجية
- مارلوس مورينو على موقع قاعدة بيانات كرة القدم.إي يو (الإنجليزية)
- مارلوس مورينو على موقع ليكيب (الفرنسية)
- مارلوس مورينو على موقع ناشيونال فوتبول تيمز (الإنجليزية)
- مارلوس مورينو على موقع Soccerbase.com (لاعب) (الإنجليزية)
- مارلوس مورينو على موقع Soccerway.com (الإنجليزية)
- مارلوس مورينو على موقع عالم كرة القدم.نت (الإنجليزية)
- مارلوس مورينو على موقع كووورة
- مارلوس مورينو على موقع AS.com (الإسبانية)